# Franz Brozincevic
Franz Brozincevic (* 28. Mai 1874 in Brinje, Königreich Kroatien und Slawonien, Österreich-Ungarn, als Franjo Brozinčević; † 21. Dezember 1933 in Enzendorf, Gallspach, Österreich) war Schweizer Ingenieur und Konstrukteur kroatischer Herkunft. Er war der Gründer des LKW-Herstellers FBW.

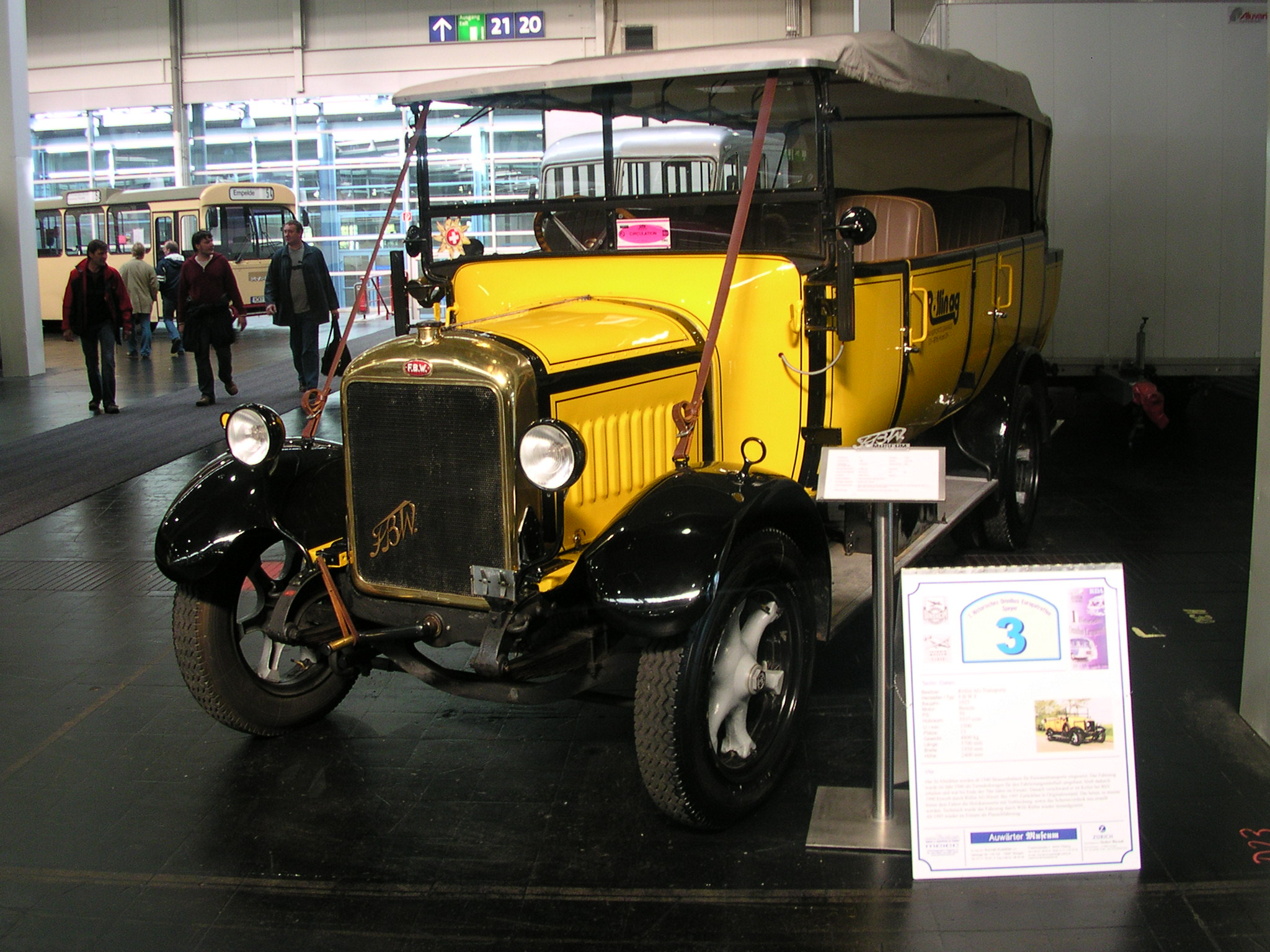
FBW Bus (Baujahr 1925)

1892 kam er in die Schweiz, wo er bei verschiedenen Lastwagenherstellern zu arbeiten begann und 1910 eingebürgert wurde. 1910 baute er seinen ersten eigenen LKW mit dem Namen Franz, der von der Schweizerischen Post eingesetzt wurde. Im Dezember 1913 gründete er die Franz AG (heute Teil der A.H. Meyer Holding), die er 1914 bereits wieder verkaufte, blieb aber vorerst weiterhin deren Chef. Nach Differenzen gründete er 1916 die Franz Brozincevic & Cie. in Wetzikon (ab 1930 AG), die zunächst u. a. Traktoren, ab 1919 erneut Lastwagen, Marke FBW, und andere Nutzfahrzeuge produzierte. Diese wurden unter dem Namen FBW bis 1985 gebaut.